# Пунктирная стеклянная лягушка
Пунктирная стеклянная лягушка (лат. Espadarana prosoblepon) — вид бесхвостых земноводных из семейства стеклянных лягушек, обитающий в Южной Америке.

## Описание
Это лягушка среднего размера, длина самцов 21—28 мм, самок — 25—31 мм. Голова в ширину больше, чем в длину, с усечённой и округлой мордой при взгляде сверху. Глаза большие и выпуклые, с горизонтальным эллиптическим зрачком. Пространство между глазами меньше диаметра одного глаза. Барабанная перепонка нечёткая, присутствуют нёбные зубы. Кости и кишечник видны сквозь кожу, хотя кишечник менее различим, так как прикрыт белой мембраной. Кожа гладкая, однако есть две области, где кожа становится зернистой: на животе ниже клоаки и на внутренней поверхности бёдер (пара бородавок, по одной на каждом бедре возле клоаки).

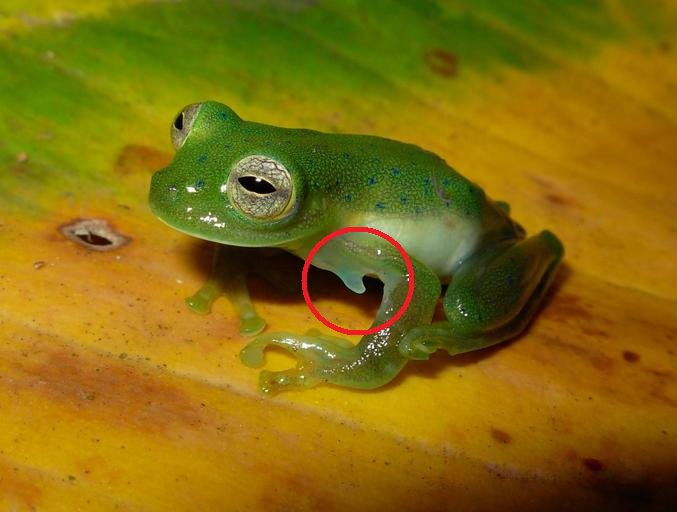
Шпора на плече самца

Первый палец длиннее второго. На пальцах всех лап есть усечённые диски, а диск третьего пальца обычно имеет диаметр, равный диаметру глаза. Лапы перепончатые, только между первым и вторым пальцами перепонка отсутствует. Перепонки умеренного размера. На стопе внутренний плюсневой бугорок небольшой, плоский и удлинённый, а наружный плюсневой бугорок маленький и яйцевидный. Предплюсневого бугорка нет. Брачные мозоли хорошо развиты. У всех самцов есть острая, выступающая шпора на плече. У самок и молодых самцов иногда наблюдается недоразвитая форма позвоночника.
Окрас спины изумрудно-зелёный, обычно с чёрными пятнами. Иногда присутствуют «ложные глазки» — редкие светлые пятна, окружённые нечёткими тёмными границами, образующими сетчатый рисунок. Окраска пальцев немного бледнее, брюхо жёлтое. Кости зелёные из-за присутствия биливердина. Радужка серая или серебристая, сетчатка тёмная.

## Образ жизни

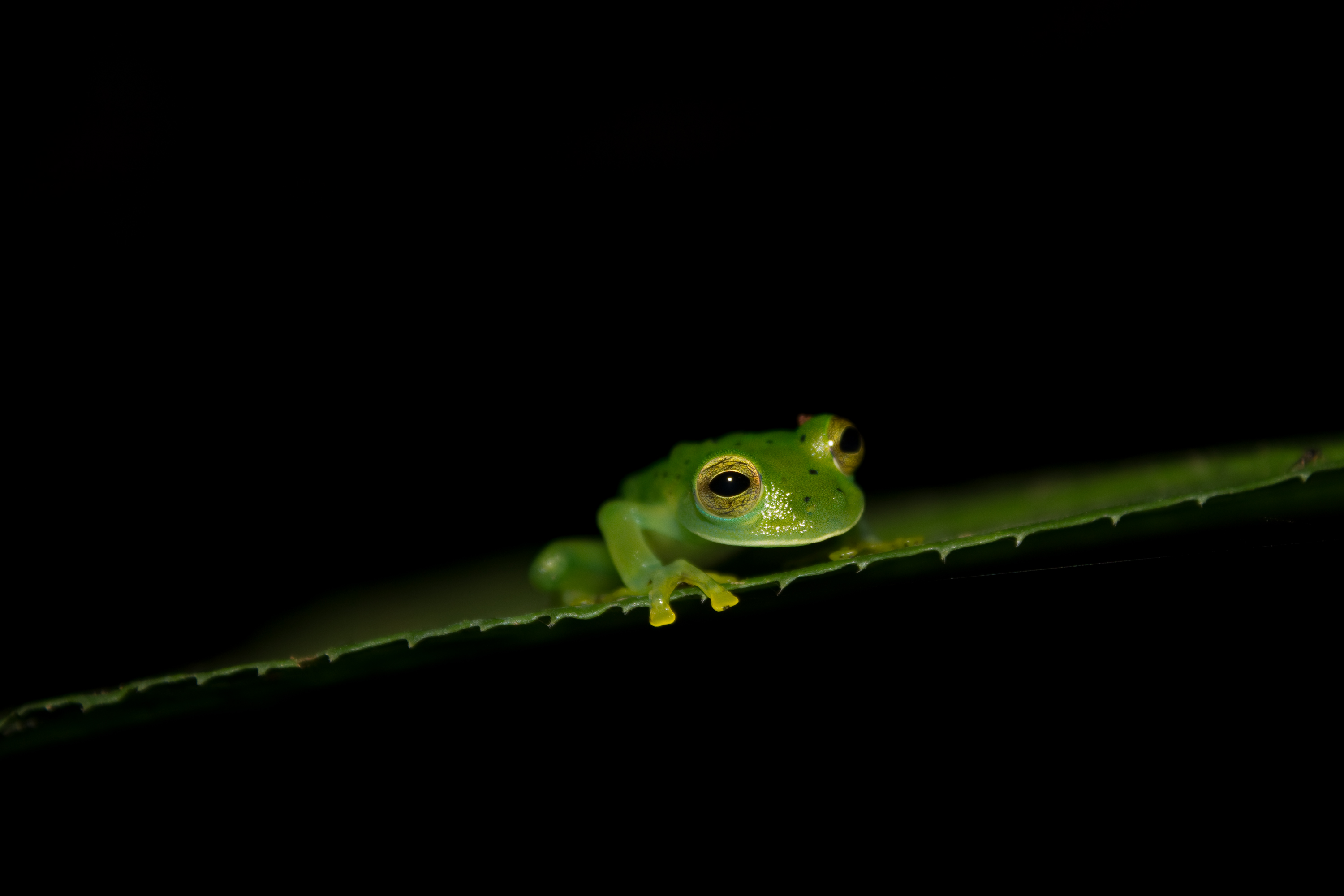
Самец охраняет территорию

Населяет области с густой низкой растительностью в равнинных тропических и горных туманных лесах, а также полузасушливые вечнозелёные леса по берегам быстротекущих ручьёв. Встречается на высотах от 20 до 1900 м над уровнем моря.
Самцы очень территориальны и каждый занимает место на берегу реки с интервалом примерно 3 м, обозначая свою территорию трелями сидя на листьях. Трель представляет собой быстрый и короткий звук «дик-дик-дик» длительностью 1,5—3 секунды. Частота трелей от 1 до 43 в час. В случае вторжения одного самца на территорию другого происходит схватка — вися на задних лапах на ветке, самцы борются передними лапами. Борьба может длиться до тридцати минут, заканчиваясь, когда один самец падает вниз или сигнализирует о подчинении, сплющивая тело и прекращая борьбу.
Взрослые особи плотоядны, питаются в основном насекомыми, тогда как головастики могут быть как плотоядными, так и травоядными.

## Размножение

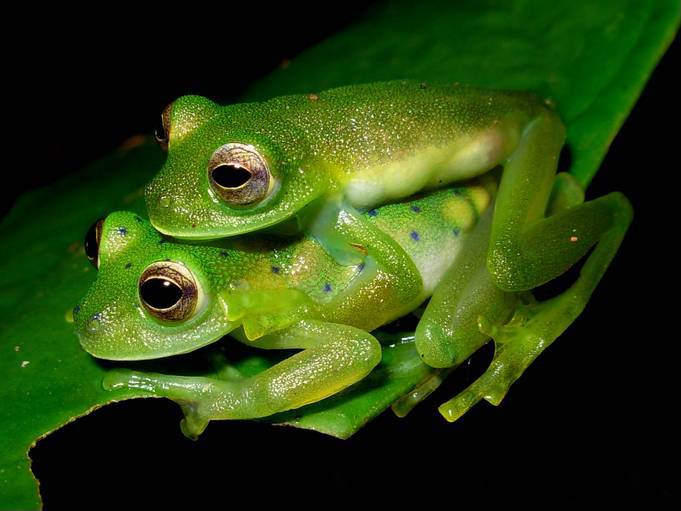
Амплексус

Это яйцекладущая лягушка. Размножение происходит в сезон дождей, с мая по ноябрь. Самец инициирует амплексус, прыгая на спину самки и хватая её, продолжая при этом петь. Пара может оставаться на одном месте или перемещаться на расстояние до 2 м. Кладка яиц происходит примерно с 2:30 ночи до восхода солнца на поверхности листьев, покрытых мхом скалах или ветвях, на высоте до 3 м над водой. Кладка состоит примерно из 20 чёрных яиц диаметр около 10 мм и укладывается в монослой диаметром около 50 мм с тонкой, рыхлой желеобразной плёнкой, покрывающей кладку. Первоначально самки остаются с кладкой на несколько минут или часов, но после того, как они уходят, ни один из родителей не возвращается. Через 10 дней головастики вылупляются из яиц и падают в воду.

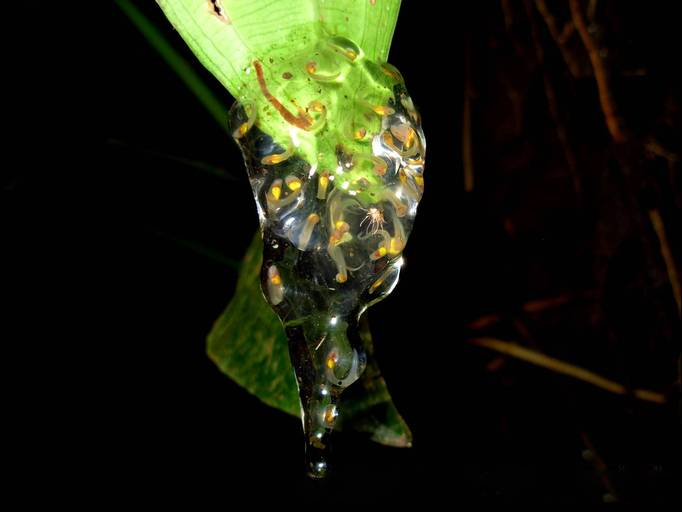
Кладка с вылупившимися личинками

Общая длина головастика составляет 12,3 мм. Форма тела удлинённая и несколько сжатая с боков, с длинным округлым хвостом и очень низкими плавниками. С-образные глаза и ноздри находятся наверху тела. Рот круглый, направлен вниз и располагается на конце морды. Губы толстые, зубы заполняют весь рот в 2-3 ряда. При вылуплении головастик чёрный, впоследствии цвет меняется на бледно-коричневый на спине, и более светлый на брюхе (известны случаи наблюдения головастиков с ярко-красным брюхом). На теле и передних плавниках имеются коричневые спинные и боковые пестрины. Питаются головастики водорослями, водными беспозвоночными, а также другими головастиками.

## Распространение
Ареал простирается вдоль Карибского бассейна от Гондураса до Колумбии, а также вдоль тихоокеанских склонов от Гондураса до Эквадора.